# 沙巴华人统一党
沙巴华人统一党（简称：华统、SCCP、PCBS），又名沙巴华人团结党，是马来西亚沙巴一个已不存在的华基政党。

## 历史
沙巴华人统一党成立于1980年，是由不满沙巴华人公会在1976年沙巴州选举表现的党员成立的。1981年沙巴州选举前，华统与沙统和巴索党合组为沙巴阵线，试图推翻人民党政权。沙巴阵线得到前首相东姑阿都拉曼担任顾问，一时间声势大涨。但最终沙巴阵线惨败，沙统仅赢得3席，华统1席，巴索党颗粒无收。然而，随着华统唯一的州议员，也是华统主席的陈子雄退党，斗湖市区州议席遂被人民党夺回。
1985年沙巴州选举中，华统决定不上阵，而是支持前人民党州内阁部长百林吉丁岸新成立的沙巴团结党。但沙统与人民党不满选举结果，试图组成联合政府，以慕斯塔法为首长，引发骚乱。时任代首相兼国阵副主席慕沙希淡一锤定音，由团结党组织州政府。危机解除后，1986年百林解散州议会，举行闪电大选，并以更大优势执政。此次华统赢得1席，但该州议员在选举两天后即退党。这也是华统最后一次参选。
1989年，华统领袖跳槽至新成立的自由民主党，华统遂走入历史。

## 州议会选举成绩
| 州议会选举 | 州议会 | 州议会              |
| 州议会选举 | 沙巴   | 赢得席位 / 竞选席位 |
| ---------- | ------ | ------------------- |
| 1981       | 1 / 48 | 1 / 7               |
| 1986       | 1 / 48 | 1 / 6               |